# Evaporación

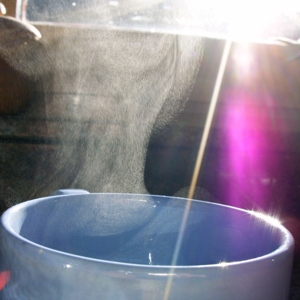
El agua se condensa en gotas visibles después de evaporarse fuera de una taza de té caliente.

La evaporación: es un proceso físico que consiste en el paso lento y gradual de un estado líquido hacia un estado gaseoso, tras haber adquirido suficiente energía para vencer a la tensión superficial. 
A diferencia de la ebullición, la evaporación se puede producir a cualquier temperatura, siendo más rápido cuanto más elevada sea esta. No es necesario que toda la masa alcance el punto de ebullición. 
Cuando existe un espacio libre encima de un líquido, una parte de sus moléculas está en forma gaseosa. Al equilibrarse, la cantidad de materia gaseosa se  define como la presión de vapor saturante, la cual no depende del volumen, pero varía según la naturaleza del líquido y la temperatura. Si la cantidad de gas es inferior a la presión de vapor saturante, una parte de las moléculas pasan de la fase líquida a la gaseosa: eso es la evaporación. Cuando la presión de vapor iguala a la atmosférica, se produce la ebullición.
En hidrología, la evaporación es una de las variables hidrológicas importantes al momento de establecer el balance hídrico de una determinada cuenca hidrográfica o parte de esta. En este caso, se debe distinguir entre la evaporación desde superficies libres y la evaporación desde el suelo. La evaporación de agua es importante e indispensable en la vida, ya que el vapor de agua, al condensarse se transforma en nubes y vuelve en forma de lluvia, nieve, niebla o rocío. 
Vista como una operación unitaria, la evaporación es utilizada para eliminar el vapor formado por ebullición de una solución o suspensión líquida.

## Teoría
Para que las moléculas de un líquido se evaporen, deben estar situadas cerca de la superficie, moverse en la dirección adecuada y tener suficiente energía cinética para superar las fuerzas intermoleculares de la fase líquida. Cuando sólo una pequeña proporción de las moléculas cumple estos criterios, la velocidad de evaporación es baja. Como la energía cinética de una molécula es proporcional a su temperatura, la evaporación es más rápida a temperaturas más altas. Al escapar las moléculas más rápidas, las moléculas restantes tienen una energía cinética media más baja y la temperatura del líquido disminuye. Este fenómeno también se denomina  enfriamiento evaporativo. Esta es la razón por la que la evaporación del sudor enfría el cuerpo humano.
La evaporación también tiende a proceder más rápidamente con mayores velocidades de flujo entre la fase gaseosa y líquida y en líquidos con mayor presión de vapor. Por ejemplo, la ropa tendida en un tendedero se secará (por evaporación) más rápidamente en un día ventoso que en un día tranquilo. Tres elementos clave en la evaporación son el calor, la presión atmosférica (determina el porcentaje de humedad) y el movimiento del aire.
A nivel molecular, no existe una frontera estricta entre el estado líquido y el estado de vapor. En su lugar, existe una capa de Knudsen, donde la fase es indeterminada. Debido a que esta capa tiene sólo unas pocas moléculas de espesor, a escala macroscópica no se puede ver una clara interfaz de transición de fase.
Los líquidos que no se evaporan visiblemente a una temperatura dada en un gas dado (por ejemplo, el aceite de cocina a temperatura ambiente) tienen moléculas que no tienden a transferirse energía unas a otras en un patrón suficiente para dar frecuentemente a una molécula la energía calorífica necesaria para convertirse en vapor. Sin embargo, estos líquidos se evaporan. Lo que ocurre es que el proceso es mucho más lento y, por tanto, mucho menos visible.

## Fenómeno físico
El movimiento  térmico de una molécula de líquido debe ser suficiente para vencer la tensión superficial y evaporar, esto es, su energía cinética debe exceder el trabajo de cohesión aplicado por la tensión superficial a la superficie del líquido. Por eso, la evaporación acontece más rápidamente a altas temperaturas, a altos caudales entre las fases líquida, vapor y en líquidos con bajas tensiones superficiales (esto es, con presión de vapor más elevadas).
Con solamente una proporción pequeña de moléculas localizada cerca de la superficie y moviéndose en la dirección correcta para escapar del líquido en un cierto instante, la tasa de evaporación es limitada. 

### La evaporación produce enfriamiento
Además, como las moléculas de mayor energía escapan y las que quedan tienen menor energía cinética media, la temperatura del líquido se reduce. Este fenómeno también es llamado de enfriamiento evaporativo. Ejemplos de dicho fenómeno son la transpiración (sudor), el efecto refrigerador del botijo.

### Equilibrio evaporatorio

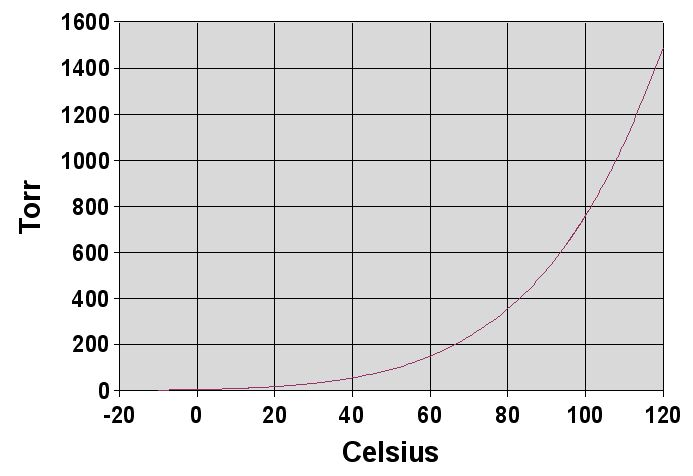
Presión del vapor de agua frente a la temperatura. (760 Torr = 1 atm).

Si la evaporación ocurre en un recipiente cerrado, las moléculas que escapan del líquido se acumulan en forma de vapor arriba del líquido. Muchas de esas moléculas regresan al estado líquido. Cuando el proceso de escape y regreso alcanza un equilibrio, el vapor es llamado saturado y no ocurren cambios adicionales en la presión de vapor o en la temperatura del líquido.

### Déficit higrométrico
Los factores que condicionan la tasa de evaporación (generalmente se la expresa en mm/día o mm/mes) son, por un lado, los que caracterizan el estado de la atmósfera en la vecindad de la superficie evaporante y, por el otro, los factores que caracterizan la naturaleza y el estado de la superficie evaporante (agua libre, hielo, suelo desnudo, vegetación).
Como una forma de correlación entre la evaporación y otros factores meteorológicos que influyen en ambos medios (agua y aire), Dalton (1802) propone la siguiente formulación:
| Dalton (1802)                   | Dalton (1802)                                       | Dalton (1802) |
| Símbolo                         | Nombre                                              | Unidad        |
| ------------------------------- | --------------------------------------------------- | ------------- |
| {\displaystyle E}               | Tasa de evaporación                                 |               |
| {\displaystyle p_{s}}           | Presión de vapor saturado a la temperatura del agua |               |
| {\displaystyle p_{v}}           | Presión de vapor existente en el aire circundante   |               |
| {\displaystyle ({p_{s}-p_{v}})} | Déficit higrométrico                                |               |

La presión de vapor ({\displaystyle p_{v}}), y por ende la evaporación ({\displaystyle E}), depende entonces tanto de la temperatura del agua como del aire.

## Determinación de la evaporación
La evaporación puede medirse en forma directa desde pequeñas superficies de agua naturales o artificiales (tanques de evaporación) o a través de evaporímetros o lisímetros.
Estos últimos poseen una superficie porosa embebida en agua y se ubican en condiciones tales que la medición es condicionada por las características meteorológicas de la atmósfera, tales como grado higrométrico, temperatura, insolación, viento, etc.
Las tasas de evaporación así observadas pueden generalmente ser consideradas como máximas y dan una buena aproximación del poder evaporante de la atmósfera. Aplicando a dichos valores máximos diversos coeficientes de reducción y comparando los resultados corregidos con los suministrados por las fórmulas de evaporación, se deducirán los valores más probables de las tasas de evaporación aplicables a la superficie de interés. 
El más utilizado de los evaporímetros es el de tipo Piche. Está constituido por un tubo cilíndrico de vidrio de 25 cm de largo y 1.5 cm de diámetro. El tubo está graduado y cerrado en su parte superior, mientras que su abertura inferior está obturada por una hoja circular de papel filtro normalizado de 30 mm de diámetro y 0.5 mm de espesor, fijada por capilaridad y mantenida por un resorte. Llenado el aparato de agua destilada, ésta se evapora progresivamente a través de la hoja de papel filtro. La disminución del nivel del agua en el tubo permite calcular la tasa de evaporación (en mm por cada 24 h, por ejemplo). El proceso de evaporación está ligado esencialmente al déficit higrométrico del aire; sin embargo, el aparato no tiene tal vez en cuenta suficientemente la influencia de la insolación. Este aparato, en las estaciones hidrometeorológicas se instala bajo abrigo.
Los depósitos o tanques de evaporación utilizados en distintos países son de formas,  dimensiones y características diferentes, pues los especialistas no están de acuerdo sobre el mejor tipo a emplear.

## Variable hidrológica
La razón entre la ganancia de calor de una superficie de agua por convección y la pérdida de calor debido a la evaporación, independiente de la velocidad del viento es dada por 
| Bowen (1926)             | Bowen (1926)                                               | Bowen (1926) |
| Símbolo                  | Nombre                                                     | Unidad       |
| ------------------------ | ---------------------------------------------------------- | ------------ |
| {\displaystyle Q_{c,pa}} | Ganancia de calor de una superficie de agua por convección | W / (m2 K)   |
| {\displaystyle Q_{e}}    | Pérdida de calor de una superficie de agua por evaporación | W / (m2 K)   |
| {\displaystyle T_{p}}    | Temperatura del agua                                       | K o °C       |
| {\displaystyle T_{a}}    | Temperatura del aire                                       | K o °C       |
| {\displaystyle p_{wp}}   | Presión de vapor saturado en la superficie del agua        | mmHg         |
| {\displaystyle p_{a}}    | Presión de vapor del aire                                  | mmHg         |
| {\displaystyle p}        | Presión barométrica                                        | mmHg         |

La ecuación de Bowen fue modificada por Sartori (1987) que introdujo un parámetro que permite el cálculo de los tres casos de flujo de masa que pueden ocurrir cuando una superficie libre de agua es expuesta al aire, cuyas situaciones no pueden ser calculadas solamente con la ecuación de Bowen. Así, la ecuación de Bowen-Sartori queda:
| Sartori (1987)     | Sartori (1987)   | Sartori (1987) |
| Símbolo            | Nombre           | Unidad         |
| ------------------ | ---------------- | -------------- |
| {\displaystyle rh} | Humedad relativa |                |

Referencias: 
- Sartori, E. "A mathematical model for predicting heat and mass transfer from a free water surface". Proc. ISES Solar World Congress, Germany (1987).
- Sartori, E. “Solar still versus solar evaporator: a comparative study between their thermal behaviors”. Solar Energy, 56/2 (1996).
- Sartori, E. "A critical review on equations employed for the calculation of the evaporation rate from a free water surface". Solar Energy, 68/1 (2000).
- Sartori, E. "Letter to the Editor", Solar Energy Journal, 73/6, 2003.
- Bureau of Plant Industry (BPI); Colorado Sunken Pan; 20 m² Tank; M.O. Tank (Symons Tank).

### Evaporación desde superficies líquidas
Siendo que las condiciones de contorno creadas tienen una influencia significativa, los resultados varían según qué evaporímetro se ha utilizado para la determinación.
Si se tiene en cuenta que los valores de evaporación medidos en el sitio de interés, para tener validez desde el punto de vista estadístico deben tener una duración de por lo menos 15 años, se comprende la dificultad. Esto ha impulsado a numerosos investigadores a analizar fórmulas empíricas, que permitan rápidamente llegar a un resultado lo más aproximado posible.

#### Fórmulas empíricas para determinar la evaporación desde un lago o una laguna
Una de las expresiones más simples ha sido propuesta por Visentini, y se aplica para cálculos aproximados en superficies líquidas situadas en cotas bajas, donde se puede considerar que la presión atmosférica es de aproximadamente 760 mm de columna de mercurio. Las fórmulas empíricas propuestas por Visentini son:
| Fórmula        | Para lagos o embalses |
| Fórmula        | m s. n. m.            |
| -------------- | --------------------- |
| E = 75 t       | < 200                 |
| E = 90 t       | 200 - 500             |
| E = 90 t + 300 | > 500                 |

| Símbolo | Nombre                  | Unidad |
| ------- | ----------------------- | ------ |
| E       | Evaporación anual       | mm     |
| t       | Temperatura media anual | °C     |

Nótese que para una temperatura media de 10 °C, la evaporación será entre 750 mm y 1200 mm por año, es decir de aproximadamente 2 a 3 mm por día.
Considerando que en la evaporación juegan roles importantes, entre otros, la temperatura del agua, la temperatura del aire, el viento, la insolación, etc., otros investigadores han propuesto fórmulas empíricas más complejas y que, por lo tanto, son más difíciles de usar.

### Importancia de la variable hidrológica
El agua se evapora en la superficie oceánica, sobre la superficie terrestre y también por los organismos, en el fenómeno de la transpiración en plantas y sudoración en animales. Los seres vivos, especialmente las plantas, contribuyen con un 10 % al agua que se incorpora a la atmósfera.
El agua en forma de vapor sube y se condensa formando las nubes, constituidas por agua en pequeñas gotas. Estas se enfrían acelerándose la condensación y uniéndose a otras gotitas de agua para formar gotas mayores que terminan por precipitarse a la superficie terrestre en razón a su mayor peso. La precipitación puede ser sólida (nieve o granizo) o líquida (lluvia). El vapor de agua también puede condensarse en forma de niebla o rocío. 
Una parte del agua que llega a la superficie terrestre será aprovechada por los seres vivos. Tarde o temprano, toda esta agua volverá nuevamente a la atmósfera, debido principalmente a la evaporación.

## Evaporación (Mecanismo externo de pérdida de calor del cuerpo humano)
Mediante la evaporación del sudor se pierde el 22 % del calor corporal, ya que el agua tiene un elevado calor específico, y para evaporarse necesita absorber calor, y lo toma del cuerpo, el cual se enfría. Una corriente de aire que reemplace el aire húmedo por el aire seco, aumenta la evaporación.
Para que se evapore 1 g de sudor de la superficie de la piel se requieren aproximadamente 0,58 kcal las cuales se obtienen del tejido cutáneo, con lo que la piel se enfría y consecuentemente el organismo.
La evaporación de agua en el organismo se produce por los siguientes mecanismos:
Evaporación insensible o perspiración: se realiza en todo momento y a través de los poros de la piel, siempre que la humedad del aire sea inferior al 100 %. También se pierde agua a través de las vías respiratorias.
Evaporación superficial: formación del sudor por parte de las glándulas sudoríparas, que están distribuidas por todo el cuerpo, pero especialmente en la frente, palmas de manos, pies, axilas y pubis.

## Influencia de la luz solar ("efecto fotomolecular")
En 2019, se consiguió producir aerogeles extremadamente aislantes térmicamente y prácticamente invisibles (ya que dejan pasar más del 95% de la luz solar), a partir de materiales comunes, no contaminantes y baratos (sílice principalmente). En un simple colector solar térmico, un aerogel de este tipo puede, sin lentes ni espejos, alcanzar temperaturas mucho más altas que con otros materiales; además, sólo es caro el secador de punto crítico necesario para fabricar el aerogel, pero esencial para extraer los disolventes del gel preservando su estructura nanométrica. Esto facilita la alimentación de procesos industriales o el procesado de alimentos que requieran temperaturas superiores a 200 °C;  en el tejado de un edificio del MIT, 

un dispositivo pasivo consistente en un material oscuro absorbente de calor cubierto con una capa del nuevo aerogel fue capaz de alcanzar y mantener una temperatura de 220 °C, en pleno invierno de Cambridge cuando la temperatura exterior era inferior a 0 °C

.
Los investigadores también han observado incidentalmente que si el agua está contenida en un hidrogel y se expone a la luz verde o a la luz solar, se evapora a una velocidad dos o tres veces superior a la que es físicamente posible bajo el solo efecto del calor (límite térmico). 

Aunque el agua en sí no absorbe mucha luz, como tampoco lo hace el hidrogel, cuando ambos se combinan se convierten en potentes absorbentes, explica Chen. Esto permite al material aprovechar eficazmente la energía de los fotones solares y superar el límite térmico, sin necesidad de tintes oscuros para la absorción

.
Este fenómeno también podría producirse en configuraciones distintas a la del agua atrapada en un hidrogel y podría contribuir a la formación y evolución de la niebla y las nubes. Este fenómeno sólo se observa en la interfaz aire-agua, donde los fotones parecen ser capaces de arrastrar haces de molécula de aguas fuera de la superficie y hacia el aire (en la superficie del hidrogel en los ejemplos anteriores, pero un fenómeno similar podría ocurrir posiblemente en la interfaz mar-aire, en el aerosol marino, o incluso en la superficie de las gotas de agua o microgotas en las nubes o niebla). Ya se están realizando esfuerzos para incorporar este parámetro a los modelos climáticos y a la investigación sobre desalinización por energía solar; también podría mejorar ciertos procesos de secado. 
Un prototipo formado por diez capas superpuestas de evaporadores y condensadores solares planos, dispuestos en una matriz vertical y cubiertos con aislamiento de aerogel transparente fue fabricado y probado en China por investigadores del MIT y de la Universidad Jiao-tong de Shanghái]. Este destilador solar multicapa recupera eficazmente la energía de condensación, mejorando considerablemente la eficiencia global del dispositivo: así, parece posible aumentar hasta tres o cuatro veces la cantidad de agua producida por un sistema pasivo de desalinización solar, que actualmente es de 3,78541 l/h/m² de superficie de captación solar. El prototipo, que es una especie de destilador multicapa plano, producía 5,78 lof de agua/m²/h en presencia de luz solar, es decir, 1,5 litros de agua recuperada en 15 a 20 minutos, lo que permite una desalinización de bajo coste capaz de producir agua potable en zonas áridas (aquí se duplicó con creces el récord anterior de desalinización solar pasiva)>. Optimizando el diseño del dispositivo y multiplicando el número de capas, cabría esperar eficiencias del 700 al 800%; alrededor de un metro cuadrado podría entonces satisfacer las necesidades de agua potable de una persona, y los costes de construcción podrían reducirse a unos 100 $/m². Además, haciendo un uso juicioso del cambio de fase, este fenómeno también podría permitir la refrigeración solar por evaporación. Otros grupos de investigación intentan reproducir o mejorar estos resultados, que al principio fueron recibidos con escepticismo por ser tan contraintuitivos.

## Usos industriales y en el laboratorio de química
Vista como una operación unitaria, la evaporación es utilizada para eliminar el vapor formado por ebullición de una solución o suspensión líquida para así obtener una solución concentrada. Se puede hacer por calentamiento o a presión reducida. En la gran mayoría de los casos, la evaporación vista como operación unitaria se refiere a la eliminación de agua de una solución acuosa.
La evaporación en vacío es usada en la industria alimentaria para la conservación de alimentos, y en otras industrias, para el recubrimiento de diversos materiales.